# رينالدو (لاعب كرة قدم)
رينالدو هو لاعب كرة قدم برازيلي في مركز الوسط، ولد في 2001 في كريسيوما في البرازيل. لعب مع نادي كريسيوما.

## وصلات خارجية
- رينالدو (لاعب كرة قدم) على موقع قاعدة بيانات كرة القدم.إي يو (الإنجليزية)
- رينالدو (لاعب كرة قدم) على موقع Soccerway.com (الإنجليزية)